# Andrea Zanderigo
Andrea Zanderigo (* 1974) ist ein italienischer Architekt, Architekturkritiker und Hochschullehrer.

House of Memory, Mailand

## Werdegang
Andrea Zanderigo studierte Architektur an der IUA Venedig. Er gründete 2003 mit Paolo Carpi, Silvia Lupi, Vittorio Pizzigoni, Giacomo Summa und Pier Paolo Tamburelli das Architekturbüro Baukuh in Genua und Mailand. Zanderigo lehrte bei Stefano Boeri an der IUAV (2002–2004), als Gastprofessor an der PUSA Aleppo (2006–2007), als Internationaler Gastprofessor an der Peter Behrens School of Arts (2018), als Gastprofessor an der Universität Stuttgart (2017–2018), der ENSA Marseille, der EPF Lausanne, der Bauhaus-Universität Weimar, der UdK Berlin, dem Polytechnikum Mailand, der AUC Cairo und aktuell als Professor an der Peter Behrens School of Arts. Seit 2009 unterrichtet er mit Kersten Geers u. a. an der Accademia di Architettura di Mendrisio, der TU Graz, der Columbia University und an der ETH Zürich.
Er war Mitgründer und Redakteur der Architekturzeitschrift San Rocco.

## Bauwerke
Als Partner von Baukuh:

House of Memory, Mailand

- 2003: 1. Preis für Cassius, Amsterdam bei Europan 7[2][3]
- 2005–2011: Mehrfamilienhaus, Xhezmi Delli-Tirana
- 2013–2015: House of Memory, Mailand[4][5][6][7]
- 2019: Eingangspavillon der Poretti-Brauerei, Induno Olona

## Auszeichnungen und Preise
- 2007: Lobende Erwähnung der Rotterdam Biennale
- 2013: Nominierung – Mies van der Rohe Preis für Mehrfamilienhaus, Xhezmi Delli-Tirana[8]
- 2015: Nominierung – Piranesi Award
- 2015/16: Finalist – Goldmedaille der italienischen Architektur, La Triennale di Milano
- 2016: Nominierung – Harvard GSD Wheelwright Prize
- 2017: Nominierung – Mies van der Rohe Preis für House of Memory, Mailand[9]
- 2017: Besondere Erwähnung – Fritz Höger Preis für House of Memory, Mailand[10]
- 2018: Nominierung – Swiss Architectural Award[11]

## Ausstellungen
- 2007, 2011: Rotterdam Biennale
- 2008, 2012: Architekturbiennale Venedig
- 2012: Istanbul Biennale
- 2015, 2017: Chicago Architecture Biennial
- 2016, 2019: Lisbon Triennale

## Bücher
- 100 Piante. Genua 2008
- Two Essays on Architecture. Kommode Verlag, Genua 2012 und Zürich 2014. ISBN 978-3-9524114-4-5
- mit Joris Kritis und Dries Rodet (Hrsg.): Architecture Without Content. Bedford Press, London 2015
- mit Kersten Geers und Jelena Pančevac (Hrsg.): The difficult whole. A Reference Book on Robert Venturi, John Rauch and Denise Scott Brown. Park Books, Zürich 2016 mit Fotografien von Bas Princen
- Baukuh. Casa della memoria. A+M Bookstore, Mailand 2017. ISBN 978-88-87071-66-5
- Samuel Penn (Hrsg.): ACCOUNTS. Pelinu Books, Bukarest 2019 mit Beiträgen von Pier Vittorio Aureli, François Charbonnet, Beat Consoni, Irina Davidovici, Mike Davies, Andrea Deplazes, Angela Deuber, Sérgio Fernandez, Pascal Flammer, Christoph Gantenbein, Rolf Jenni, Jan Kinsbergen, Oliver Lütjens, Peter Märkli, Marcel Meili, Thomas Padmanabhan, Samuel Penn, Jonathan Sergison, Álvaro Siza, Luigi Snozzi, Laurent Stalder, Martino Tattara, Marie-José Van Hee, Adrien Verschuere, Tom Weiss, Andrea Zanderigo, Raphael Zuber